# Genenpoel
Een genenpool of genetisch reservoir (Engels: gene pool) is in de populatiegenetica de variatie aan genen binnen een populatie, nauwkeuriger gezegd de verzameling van alle allelen van de genen in een bepaalde populatie. De genenpool vormt het materiaal waarmee de populatie zich door natuurlijke selectie kan aanpassen aan zijn omgeving. 
Wanneer in een populatie meerdere allelen van een bepaald gen aanwezig zijn, wordt de populatie polymorf voor dat gen genoemd, maar als er maar een allel van het gen aanwezig is heet de populatie monomorf.

## Grootte
Bij polyploïde soorten kan het aantal allelen in de populatie groter zijn dan het aantal individuen, maar meestal is het omgekeerde het geval. Bij inteelt zal de genenpoel in de populatie afnemen. Monomorfe populaties zijn vaak het gevolg van sterke inteelt en een kleine populatiegrootte.
De grootte van de genenpoel wordt de effectieve populatiegrootte (afgekort: Ne) genoemd. Bij een diploïde soort is dit (met uitzondering van de geslachtschromosomen) maximaal twee keer de grootte van de populatie (N):
Ne ≤ 2N
De ideale verdeling van allelen over een populatie wordt beschreven door de wet van Hardy-Weinberg.

## Evolutionair voordeel
Hoewel nieuwe mutaties geregeld voor nieuwe allelen kunnen zorgen, zal een populatie waarin de allelen al aanwezig zijn zich sneller kunnen aanpassen dan een populatie waarin het gewenste allel eerst door mutatie moet ontstaan. Daarom geldt dat hoe groter de genenpoel is, des te makkelijker een populatie zich aan zijn omgeving aanpast.
Dat wil niet zeggen dat een grote genenpoel altijd een evolutionair voordeel is. In een stabiele omgeving kan een grote genenpoel juist nadelig zijn, omdat dan veel ongunstige combinaties van allelen kunnen voorkomen.